# ربه‌کا شوگر

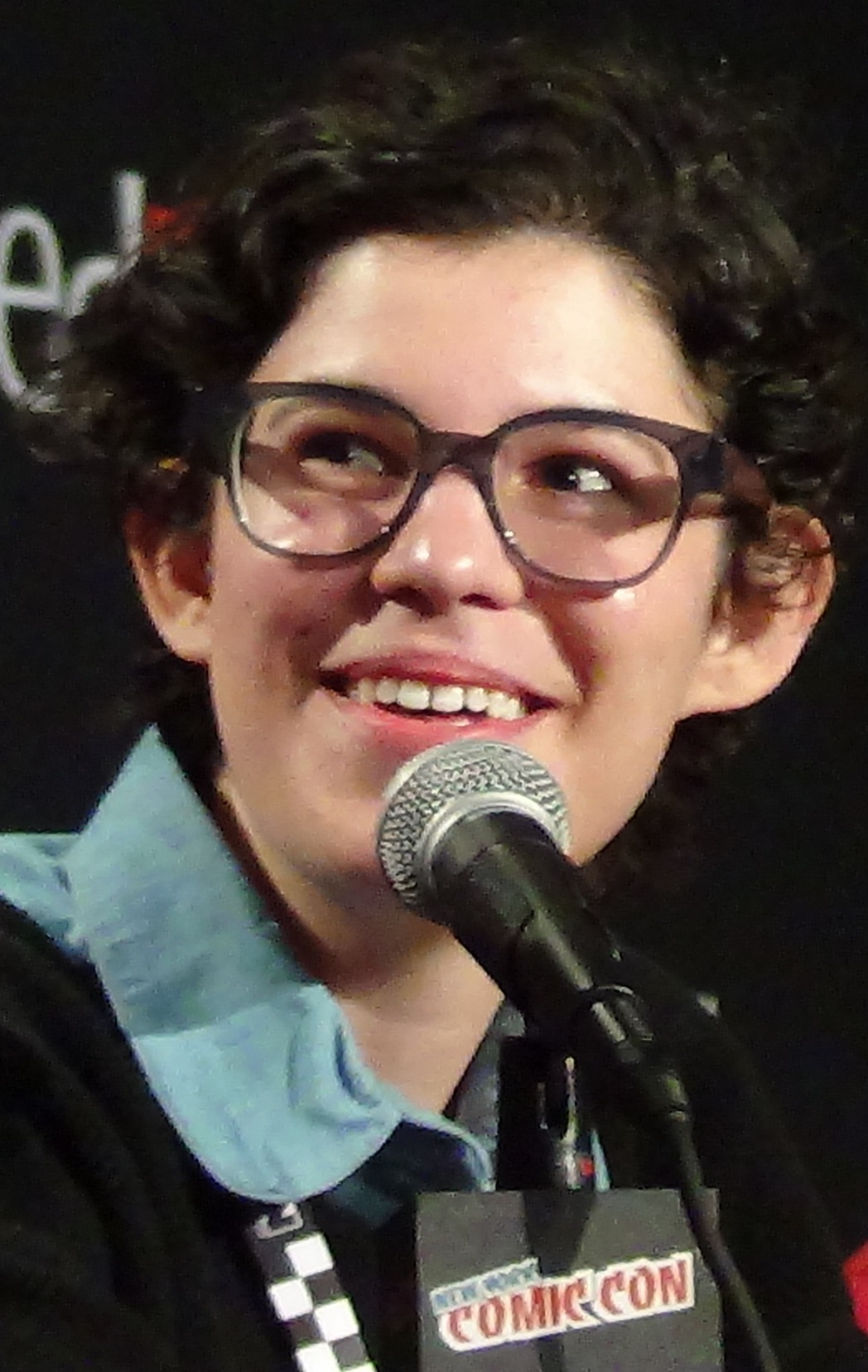
شوگر در کامیک-کان نیویورک

ربه‌کا شوگر (انگلیسی: Rebecca Sugar؛ زادهٔ ۹ ژوئیهٔ ۱۹۸۷) فیلم‌نامه‌نویس، آهنگساز، موسیقی‌دان، ترانه‌سرا، پویانما، تهیه‌کننده تلویزیونی، صداپیشه و کارگردان فیلم اهل ایالات متحده آمریکا است.
او بیشتر به خاطر خلق سریال کارتونی استیون یونیورس در کارتون نت‌ورک شهرت دارد که او را به اولین فرد غیر باینری تبدیل می‌کند که به‌طور مستقل، سریالی را برای یک شبکه تلویزیونی خلق نموده است؛ پیش از آشکارسازی و اعتراف به جنسیت کوئیر، شوگر به‌عنوان اولین زنی مطرح بود که این کار را انجام داده است. تا سال ۲۰۱۳، شوگر نویسنده و هنرمند استوری‌بُرد در مجموعه تلویزیونی انیمیشن وقت ماجراجویی بود. کار او بر روی این دو سریال هفت نامزدی جوایز امی ساعات پربیننده را برای او به ارمغان آورده است. شوگر دوجنس‌گرا غیر باینری و بی‌جنسیت است، که از ضمایر she/her و they/them استفاده می‌کند. کوئیر بودن شوکر الهام‌بخش او در تاکیدش بر اهمیت نمایندگی دگرباشان جنسی در هنر، به ویژه در سرگرمی کودکان و نوجوانان بوده است.

## اوایل زندگی
شوگر در محلهٔ سیلگو پارک هیلز در سیلور اسپرینگ، مریلند بزرگ شد. او به‌طور همزمان در دبیرستان مانتگامری بلیر و مرکز هنرهای تجسمی دبیرستان آلبرت انیشتین تحصیل کرد (جایی که در مسابقات بورسیهٔ ریاست جمهوری برای هنر به نیمه نهایی راه یافت و برنده جایزه معتبر هنرهای تجسمی ایدا اف. هایموویچ شهرستان مانتگامری شد) که هر دو در مریلند قرار دارند. هنگامی که در بلیر بود، او چندین کمیک (به نام «استریپ» برای روزنامه مدرسه‌شان تحت عنوان سلور چیپز) کشید که در مسابقه نوشتن و ویرایش انفرادی روزنامه مقام اول را برای داستان‌های مصور به دست آورد. «استریپ» از سال ۲۰۰۵ یک کمیک به چالش کشیدن خط مشی نمره‌دهی جدید در «مدارس دولتی شهرستان مونتگومری» را اجرا کرد. او سرانجام به مدرسه هنرهای تجسمی در نیویورک رفت. شوگر در رشته انیمیشن تحصیل کرد و در سال ۲۰۰۹ با مدرک کارشناسی هنرهای زیبا فارغ‌التحصیل شد. شوگر در دوران تحصیل در مدرسه هنرهای تجسمی، فیلم‌های انیمیشن کوتاهی از جمله جانی نودل‌نک (۲۰۰۸) را کارگردانی کرد. در سال ۲۰۰۹، او مجردها را نوشت و کارگردانی کرد، که در آن، یان جونز-کوارتی، همکار همیشگی‌اش، به عنوان دستیار انیماتور، دستیار جوهرزن و صداپیشه در این پروژه مشارکت کرد، در حالی که برادرش، استیون شوگر، به عنوان دستیار رنگ‌آمیزی همکاری کرد. او این فیلم را به عنوان پایان‌نامه خود ارائه کرد.
به گفته راب، پدر شوگر، ربه‌کا شوگر و برادر کوچکترش استیون با چیزی که او «ظرافت طبع یهودی» می‌نامید، بزرگ شده‌اند و هر دو خواهر و برادر روشن کردن شمع حنوکا را با والدین خود از طریق اسکایپ مشاهده می‌کنند.

## زندگی شخصی
در فوریه ۲۰۱۶، یان جونز-کوارتی از طریق توییتر تأیید کرد که او و شوگر در یک رابطه عاشقانه بودند. در زمان انتشار توییت، این دو به مدت هشت سال با هم بودند. او افزود که آنها زمانی با هم آشنا شدند که شوگر در مدرسه هنرهای تجسمی در نیویورک بود. این دو هنرمند در ۴ دسامبر ۲۰۱۹ ازدواج کردند.
در ژوئن ۲۰۱۶، شوگر در یک پانل کامیک-کان سن دیگو گفت که مضامین دگرباشان جنسی در استیون یونیورس تا حد زیادی بر اساس تجربه خود او به عنوان یک زن دوجنسه است. در مصاحبه‌ای در ژوئیه ۲۰۱۸ در ان‌پی‌آر، شوگر گفت که او به عنوان یک زن غیر باینری سریال جواهرات را خلق کرده است تا خودش را در قالب یک زن غیر باینری بیان کند. در اوت ۲۰۲۰، او گفت که «زن نیست» اما به دلیل شناخته شدن به عنوان اولین زنی که مستقلاً یک مجموعه تلویزیونی برای یک شبکه کارتون ساخته است، برای پنهان کردن این واقعیت احساس فشار کرده است. در اکتبر ۲۰۲۰، در آخرین کتاب مصور هنری استیون یونیورس شوگر گفت که دوست دارد هنگام نوشتن شخصیت‌های نمایش، تجربیات خود را «از طریق یک دیدگاه غیر باینری» در یک بافت و شرایط متفاوت قرار دهد. از سال ۲۰۲۲، شوگر با هر دو ضمایر "she/her" و "they/them" استفاده می‌شود.
در مارس ۲۰۲۰، شوگر از دومین نامزدی سناتور برنی سندرز ریاست جمهوری حمایت کرد.

## گزیدهٔ فیلم‌شناسی
| سال       | عنوان                       | نقش                                                                            | یادداشت‌ها                                       |
| --------- | --------------------------- | ------------------------------------------------------------------------------ | ----------------------------------------------- |
| ۲۰۰۹      | مجردها                      | کارگردان، نویسنده داستان، انیماتور و آهنگساز                                   | فیلم کوتاه                                      |
| ۲۰۱۰–۲۰۱۳ | وقت ماجراجویی               | داستان‌نویس، هنرمند استوری‌بُرد، ترانه‌سرا، بازنگر استوری‌برد                       | ۳۴ فسمت                                         |
| ۲۰۱۵      | وقت ماجراجویی               | صداپیشگی: مادر مارسلین                                                         | قسمت: "خطرات قسمت ۲: همه چیز می‌ماند"            |
| ۲۰۱۲      | هتل ترانسیلوانیا            | هنرمند استوری‌بُرد                                                               | فیلم                                            |
| ۲۰۱۳–۲۰۱۹ | استیون یونیورس              | خالق، تهیه‌کننده اجرایی، نویسنده داستان، هنرمند استوری‌بُرد، ترانه‌سرا             | مجموعهٔ تلویزیونی                                |
| ۲۰۱۷–۱۹   | اوکی کی‌او! بیا قهرمان باشیم | نویسنده و مجری عناوین پایانی                                                   | مجموعهٔ تلویزیونی                                |
| ۲۰۱۹      | استیون یونیورس: فیلم        | خالق، کارگردان، تهیه‌کننده اجرایی، نویسنده، هنرمند استوری‌بُرد، آهنگساز، ترانه‌سرا | فیلم تلویزیونی                                  |
| ۲۰۱۹–۲۰   | استیون یونیورس آینده        | خالق، تهیه‌کننده اجرایی                                                         | مجموعهٔ تلویزیونی محدود                          |
| ۲۰۲۱      | آمفیبیا                     | ترانه‌سرا («زمان ویژه ما از سال»، نامش در عنوان‌بندی نیامده)                     | Episode: "Froggy Little Christmas"              |
| ۲۰۲۱      | آمفیبیا                     | صداپیشگی: خوانندهٔ خیابانی «بکا سالت» (نامش در عنوان‌بندی نیامده)                | Episode: "Froggy Little Christmas"              |
| ۲۰۲۳      | زمان ماجراجویی: فیونا و کیک | ترانه‌سرا                                                                       | قسمت‌های: «سایمون پتریکوف» و «گربه‌ای به نام کیک» |